# سیارک ۴۷۰۸۶
سیارک ۴۷۰۸۶ (به انگلیسی: 47086 Shinseiko، نامگذاری:1999AO3) چهل و هفت هزار و هشتاد و ششمین سیارک کشف شده‌است که در ۱۰ ژانویه ۱۹۹۹ کشف شد.